# Серпунин, Владимир Александрович
Влади́мир Алекса́ндрович Серпу́нин (10 июня 1916, Покровское, Болховский уезд, Орловская губерния, Российская империя — 14 октября 2001, Москва) — газосварщик автобазы Телеграфного агентства Советского Союза при Совете министров СССР (ТАСС), полный кавалер ордена Трудовой Славы.

## Биография
Родился в 1916 году в деревне Покровское Болховского уезда Орловской губернии. Член КПСС.
С 1930 года — на хозяйственной, общественной и политической работе. 
В 1930—1986 гг. — разнорабочий, штукатур, бригадир, прораб на стройках города Тулы, слесарь на Тульском патронном заводе, красноармеец, заведующий потребкооперации в Болховском районе, участник Великой Отечественной войны, командир расчета 76-мм орудия 203-го артиллерийского полка 15-й стрелковой дивизии, председатель колхоза «Друг полей» в Болховском районе, автослесарь, бригадир слесарей капитального ремонта грузовых автомобилей автобазы № 12 треста «Центрстанкостроение», автослесарь 7-го разряда, жестянщик, кузовщик, арматурщик-универсал, газосварщик автобазы Телеграфного агентства Советского Союза при Совете Министров СССР.
Умер в Москве в 2001 году. Похоронен на Долгопрудненском кладбище

## Награды
Указами Президиума Верховного Совета СССР от 11 июля 1975 года и от 2 июня 1981 года награждён орденами Трудовой Славы 3-й и 2-й степеней.
Указом Президиума Верховного Совета СССР от 17 марта 1986 года награждён орденом Трудовой Славы 1-й степени. Старейший полный кавалер ордена на момент вручения.